# Luigi Meneghello
Luigi Meneghello (Malo, 16 febbraio 1922 – Thiene, 26 giugno 2007) è stato un partigiano e scrittore italiano.

## Biografia

### La famiglia
Nacque a Malo nel 1922, in provincia di Vicenza, figlio primogenito di Cleto Meneghello (1892-1963) e di Pia Giuseppina Canciani, di Udine (1894-1949). Ebbe due fratelli: Bruno (1925-2010), giurista e matematico, e Gaetano (1930-2006), ingegnere; e una sorella, Ester Elisa (nata e morta nel 1935).
Il padre Cleto, con i suoi fratelli Francesco (Checco, padre della velocista azzurra Ester Meneghello), Ermenegildo (Gildo), Dino e le sorelle Nina, Elvira e Candida, gestiva un'autofficina e un'azienda di autoservizi. La mamma, diplomata maestra elementare a 17 anni, insegnava già nel Friuli quando, nel 1917, dopo la ritirata di Caporetto, dovette sfollare nel Veneto: riprese a insegnare nel 1927-1928 a Udine, lasciando i bambini alla cognata Nina; nel 1928 ottenne il trasferimento a Priabona e successivamente insegnò a Malo, a Valdagno e ad Altavilla.

### La scuola
Frequenta i primi tre anni della scuola “privata” della maestra Prospera Moretti e questo gli dà modo di anticipare di un anno l'ingresso alla scuola elementare.
Nel 1932 supera l'esame di ammissione allo storico ginnasio liceo classico Pigafetta di Vicenza e lì frequenta, facendo quotidianamente la spola tra Malo e Vicenza, i tre anni del “ginnasietto” (le attuali scuole medie) e i due anni del ginnasio (i primi due anni dell'attuale liceo classico).
Dal 1937 al 1939 la famiglia si trasferisce nel centro storico di Vicenza, in contrà San Marcello, per facilitare la frequentazione dei figli alla scuola.

### L'università, littoriali, giornale
Nell'ottobre 1939 si iscrive alla facoltà di lettere e filosofia dell'Università di Padova.
Nel 1940 risiede a Padova in via Gabelli, vicino a Santa Sofia, con il suo compagno di studi Renato Ghiotto, futuro giornalista e pubblicista.
Nel maggio 1940 partecipa ai Littoriali nel campo della “dottrina fascista” e vince il suo concorso. Una sintesi del suo testo viene pubblicato nel numero di Gerarchia del giugno 1940 con il titolo: La dottrina del fascismo e la politica del Regime nel pensiero dei Littori. Razza e costume nella formazione della coscienza fascista.
Come vincitore del Littoriale
Fra il 1940 e il 1942 svolge la funzione di “prosatore anonimo di prima e terza” oltre che redattore ausiliario del quotidiano il Veneto di Padova, direttore Carlo Barbieri.
Tra l'ottobre 1940 e l'ottobre 1942 sostiene 20 esami, tutti con 30 e lode, con i più influenti professori, tra i quali: Luigi Stefanini (estetica); Aldo Ferrabino (Storia romana); Concetto Marchesi (letteratura latina); Diego Valeri (pedagogia, letteratura francese); Carlo Anti (archeologia); Norberto Bobbio (filosofia del diritto); Erminio Troilo (filosofia morale); Giuseppe Fiocco (storia dell'arte).

### L'incontro con Antonio Giuriolo

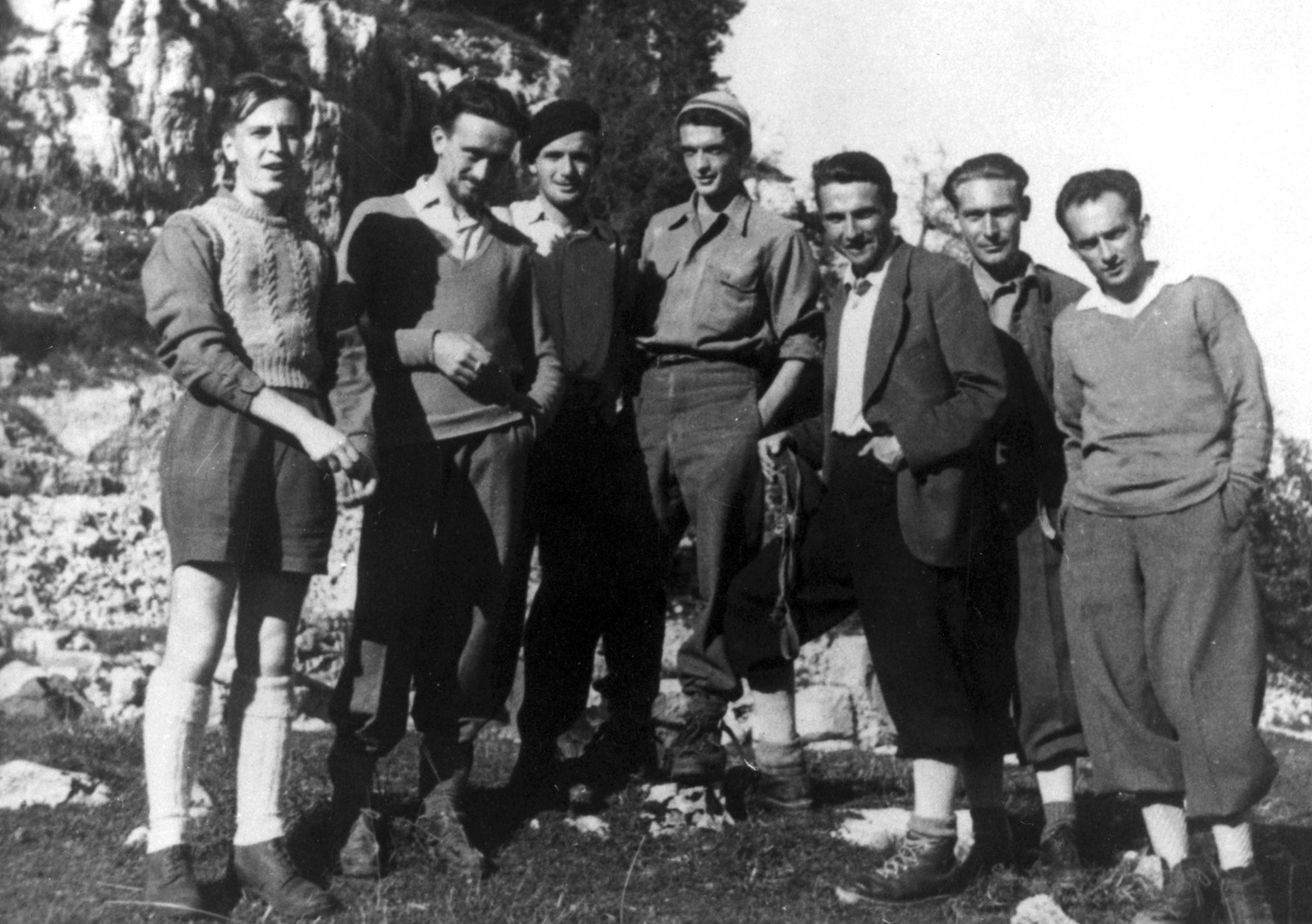
Il gruppo partigiano de I piccoli maestri ad Asiago nel 1944. Il quarto da sinistra è Luigi Meneghello.

Nell'estate del 1940 incontra Antonio Giuriolo e prende contatto anche con altri antifascisti tra di loro amici: Antonio Barolini e Neri Pozza (futuro editore). Attraverso questi ultimi conosce e frequenta altri intellettuali antifascisti come Luigi Russo, Francesco Flora, Aldo Capitini, Carlo Ludovico Ragghianti, Licisco Magagnato (futuro direttore dei musei di Bassano del Grappa, di Vicenza, di Verona) e altri tra i quali il fratello Bruno Meneghello, Renato Ghiotto e altri ancora.
Tra l'autunno del 1942 e il gennaio 1943 da questo gruppo nasce a Vicenza il Partito d'Azione.
Il 16 febbraio 1942 accompagna a Roma il direttore de Il Veneto Barbieri a un incontro con il vice segretario del PNF (Partito Nazionale Fascista), Carlo Ravasio. Coglie l'occasione del suo primo viaggio nella capitale per cercare, come cospiratore, Franco Rodano, esponente del cattolici comunisti.

### Alpino
Nel gennaio 1943 viene inviato alla scuola allievi ufficiali alpini a Merano( LXII battaglione). All'inizio dell'estate il Reparto interrompe l'addestramento e viene spedito tra Cecina e Tarquinia (allora Corneto).
L'annuncio dell'armistizio dell'8 settembre lo coglie in armi a Tarquinia, il reparto si sfascia e con un gruppo di vicentini rientra a Vicenza.

### La Resistenza
Al ritorno a Vicenza riprende a cospirare ed essere “latitante” tra Padova e Vicenza, ma già il 5 dicembre 1943 viene incarcerato a Padova il suo amico Licisco Magagnato, il vero e riconosciuto motore etico-politico del gruppo dei cosiddetti “Piccoli maestri”, di fatto riconosciuto dagli altri come il “vice” del “maestro”, Antonio Giuriolo. Il 16 febbraio 1944, giorno del suo 22º compleanno, mentre lui è a Malo dai nonni la polizia fascista irrompe nella casa dei suoi ricercandolo.

#### Nel Feltrino e Agordino
L'8 marzo 1944 parte in treno da Vicenza per Sedico nel Bellunese. Assieme a lui c'erano Maria Setti (Marta nel libro I piccoli maestri) e i cugini Benedetto e Gaetano Galla. Ad attenderli Antonio Giuriolo, che da qualche mese cercava di organizzare in zona un piccolo reparto del Partito d'Azione. Dopo tre giorni le “reclute” di volontari arrivati nel feltrino potevano contare tra gli altri su Lelio Spanevello, una ventina di alpini locali (reduci dal fronte russo e dai Balcani), renitenti alla leva della Repubblica Sociale Italiana (RSI), cui nel mese di aprile si aggiungeranno nella zona di Rivamonte Agordino otto soldati inglesi, ex prigionieri della 8ª Armata. A seguito di altri impegni assunti da Giuriolo per conto del Comitato di Liberazione Nazionale Regione Veneto (CLNRV), Meneghello deve assumere il comando del “reparto di universitari”, come veniva individuato dalle altre formazioni partigiane della zona.
Dopo una breve preparazione, e senza il consenso del CLN Belluno, il reparto guidato da Meneghello assalta un caseificio trafugando quintali di formaggio che distribuiscono alla popolazione, provocando un rastrellamento della zona. Allora il gruppo si sposta a Gena (uno dei tre villaggi, ora disabitati, del comune di Sospirolo) e successivamente a California di Gosaldo, nella valle del torrente Mis.
Nell'aprile 1944 la formazione si divide e il gruppo di vicentini sale, alla spicciolata e a piedi, dal rifugio dell'Agordino fino alla cima del monte Ortigara, dove si ritrova al cippo della prima guerra mondiale, località dove si era già trasferito Giuriolo.

#### Nell'Altipiano dei Sette Comuni
Dopo diverse difficoltà di amalgama politico e organizzativo con i gruppi di volontari locali provenienti da Asiago e da Roana il gruppo, forte di una trentina di persone, alla fine del maggio 1944 si acquartiera a Malga Fossetta. Tra le azioni del gruppo il sequestro del medico comunale di Enego, il dottor Gagliardi, rilasciato da Giuriolo durante il successivo rastrellamento. Organizzano di far saltare un tratto della ferrovia in galleria della linea Bassano del Grappa - Trento, ma tra la notte tra il 4 e il 5 giugno 1944 vengono coinvolti in un grande rastrellamento da migliaia di nazifascisti.
L'obiettivo strategico militare di interrompere la ferrovia riesce, tra il 6 e il 7 giugno 1944, alla formazione partigiana guidata da Paride Brunetti, con quello che è noto agli storici come il Sabotaggio del Tombion.
Il gruppo di Meneghello subisce un altro rastrellamento il 10 giugno, tra il monte Zebio e il monte Colombara, durante il quale muore il giovane asiaghese Rinaldo Rigoni ("Moretto") e suo cugino Gaetano Galla ("Nello"): Antonio Giuriolo è ferito a una mano e, senza più rincontrare i suoi "giovani maestri", ritorna nella zona di Bologna per proseguire la sua esperienza e venire infine ucciso sull'Appennino tosco-emiliano.

#### Nei Colli Berici
Dal luglio 1944 all'autunno, Meneghello, sopravvissuto ai due rastrellamenti, ricostruisce la banda degli studenti prima nella zona dei monti vicentini e dopo sui colli Berici nell'area del lago di Fimon.

#### Nei GAP a Padova e nel Veneto
Prima dell'inverno il gruppo si scioglie e lui, con Mario Mirri, Enrico Melen, Benedetto Galla, Licisco Magagnato, Sergio Perin, si sposta a Padova e insieme organizzano i Gruppi di Azione Patriottica (GAP) locali. Personalmente ha il compito, per conto del Comando veneto del CLN, di collegamento con le città venete e Milano sotto copertura della nuova identità di “Luigino Venturi, classe 1926”.
Nell'aprile 1945 organizza l'insurrezione di Padova che apre l'arrivo della Ottava armata alleata. Lui la ricorda, con la sua particolare auto-ironia, per la particolare presenza di Simonetta (si veda I piccoli maestri), la “più graziosa partigiana del secolo, la più elegante”.

### Il dopoguerra
Nei mesi successivi al 25 aprile 1945 è impegnato sia nel Partito d'Azione (è nel direttivo regionale alle dipendenze di Bruno Visentini), sia nell'onorare i caduti e Giuriolo in particolare.
Tra novembre e dicembre 1945 completa gli ultimi cinque esami all'Università di Padova e il 17 dicembre 1945 si laurea "con il massimo dei punti e la lode" con la tesi Il problema della filosofia e della cultura moderna in “la Critica” (rivista di Benedetto Croce), relatore il professor Erminio Troilo.
Nel febbraio 1946 è al congresso nazionale del Partito d'Azione, dove assiste alla spaccatura del partito tra l'ala guidata da Ugo La Malfa e quella capeggiata da Emilio Lussu, avvenimento raccontato in Bau-Sète.
Tra la fine del 1946 e il 1948, vista l'evoluzione politica e culturale dell'Italia, matura l'idea di emigrare. Nella primavera del 1947 vince un concorso del British Council per un anno di studio presso l'Università di Reading dove si trasferisce nel settembre 1947. L'università lo incarica il 30 settembre 1948, per due anni, degli “insegnamenti sull'influenza italiana nello sviluppo della letteratura, l'arte e la filosofia inglesi”.

### La moglie Katia
Il 23 settembre 1948 Meneghello sposa, con rito civile a Milano, Katia Bleier (è la K. citata in tutti i libri dell'autore), un'ebrea jugoslava di lingua ungherese, nata e cresciuta in Bačka (Voivodina) e dopo a Zagabria, da dove, nell'aprile 1941, venne sfollata con la famiglia a seguito dell'invasione tedesca.
Katia, i suoi genitori, la cognata e il bambino, furono internati nel campo di sterminio di Auschwitz nella primavera del 1944.
Katia fu l'unica liberata dagli inglesi nell'aprile 1945 e quando, nel 1947, viene a sapere che la sorella maggiore Olga si era salvata e sopravviveva a Malo, da clandestina entra in Italia.
Meneghello la ricorda così:
(...) e guardavamo il cielo stellato. E a un certo punto le ho chiesto: “Signorina Bleier voi credete in Dio?”, “No” ha detto lei. E io mi sono detto :”Questa qui la sposo”. Una ragazza piacente, vivace, straniera, culturalmente attraente (perché siamo esterofili), che viene da una famiglia di ebrei osservanti e non crede in Dio ...
Così io racconto la storia, l'ho raccontata tante volte a voce e la storia è diventata vera, Katia non l'ha mai contraddetta.”»
((1- pg CXXIV))
Morirà il 26 settembre 2004 e sarà sepolta a Malo.

### L'attività accademica a Reading
Presso l'università inglese lavora alle dipendenze del professor Donald Gordon, direttore del Dipartimento, che, come avrà modo di scrivere nel necrologio per la sua morte avvenuta nel 1977, considererà un suo vero e proprio “tutor”.
Dall'anno accademico 1950-1951 lo studio dell'Italiano diventa un corso con esame per il “FUE”, ovvero il Primo Esame Universitario.
Dal dicembre 1952 al 1954 Meneghello collabora in modo assiduo con la rivista “Comunità” di Adriano Olivetti con temi relativi al periodo della seconda guerra mondiale e a Hitler.
Nel 1954, con l'occasione di un lungo periodo di malattia della moglie Katia (una ricaduta della tubercolosi e una successiva operazione) entrambi trovano modo di immergersi nel mondo popolare inglese e conoscerlo meglio.
Nel 1955 viene creata una Sezione Italiana all'interno del Dipartimento di Inglese. La moglie viene dimessa dal sanatorio e vanno ad abitare a Malborough Avenue a Reading.
In questo periodo Meneghello collabora alla trasmissione in lingua inglese alla BBC nel Third Programme parlando di Petrarca, Belli, Tasso, Guido Piovene. Sempre presso la BBC collabora in lingua italiana nella Sezione Italiana.
Traduce testi di filosofia e storia per l'editore e amico Neri Pozza e per le Edizioni di Comunità.
Nel 1961 l'Università di Reading istituisce il Dipartimento di Studi Italiani, un dipartimento indipendente con corsi per tutti i tipi di laurea. Meneghello è nominato “Senior Lecturer in Charge” ed è il direttore del dipartimento fino al 1980.
Nel 1964 l'università istituisce e offre a Meneghello la cattedra di Italiano. Nello stesso anno fu pubblicato il libro I piccoli maestri.
Nel 1967 esce la traduzione inglese de I piccoli maestri con il titolo The Outlaws, tradotto da Raleigh Trevelyan. L'anno successivo questo libro vince il premio Florio per la migliore versione inglese di un testo italiano.
Successivamente, dagli anni settanta al 1999, farà parte della giuria del premio Florio.
Nel 1980 Meneghello dà l'addio all'Università e alla città Reading, e si trasferisce a Londra. Ne Il dispatrio l'autore riflette sul confronto tra la cultura italiana e quella britannica alla luce della propria esperienza di vita.

### Tra l'Inghilterra e Thiene
Negli anni successivi al 1980 e fino al 2004, anno della morte di sua moglie Katia, Meneghello vive tra l'Inghilterra e Thiene - città che lo aveva insignito nel 1989 della cittadinanza onoraria - per trasferirsi infine a Thiene in via Nino Bixio in modo definitivo.
Morì, sembra d'infarto, nella sua casa di Thiene il 26 giugno 2007, soli sette giorni dopo avere ricevuto l'ultima laurea honoris causa dall'Università di Palermo e in attesa di ricevere il premio Feltrinelli per la narrativa dell'Accademia dei Lincei previsto per il successivo 6 luglio.
L'estremo saluto dei parenti, degli amici e dei maladensi è avvenuto alla Casabianca di Malo. L'orazione del funerale civile è stata tenuta dall'amico Giuseppe Barbieri. L'attore e drammaturgo Marco Paolini ha recitato l'inizio di Libera nos a Malo, un sonetto di Giuseppe Gioachino Belli, e una poesia di Giacomo Noventa.
La sua tomba e quella della moglie sono poste nella cappella di famiglia nel cimitero di Malo. Il suo archivio è conservato presso il Centro per gli studi sulla tradizione manoscritta di autori moderni e contemporanei dell’Università di Pavia.

## Opere
- Libera nos a Malo,  Collana I Contemporanei, Milano, Feltrinelli, 1963.
- I piccoli maestri, Feltrinelli, Milano, 1964 (dal libro fu tratto nel 1998 il film omonimo diretto dal regista Daniele Luchetti).
- Pomo Pero , Rizzoli, Milano, 1974.
- Fiori italiani, Rizzoli, Milano, 1976.
- L'acqua di Malo, Bergamo, Lubrina, 1986.
- Il Tremaio. Note sull'interazione tra lingua e dialetto nelle scritture letterarie, Bergamo, Lubrina, 1986.
- Jura, Garzanti, Milano, 1987.
- Bau-Sète!, Rizzoli, Milano, 1988.
- Leda e la schioppa, Bergamo, Moretti & Vitali, 1989.
- Rivarotta, Bergamo, Moretti & Vitali, 1989.
- Che fate quel giovane?, Bergamo, Moretti & Vitali, 1990.
- Maredè, Maredè... Sondaggi nel campo della volgare eloquenza vicentina, Bergamo, Moretti & Vitali, 1990; Collana La Scala, Milano, Rizzoli, 1991.
- Il dispatrio, Rizzoli, Milano, 1993.
- Promemoria. Lo sterminio degli ebrei d'Europa, 1939-1945, Collana Intersezioni, Bologna, Il Mulino, 1994, ISBN 978-88-150-4707-6. - A cura di Luciano Zampese, Collana Saggi, Milano, BUR-Rizzoli, 2022, ISBN 978-88-171-5972-2.
- Il Turbo e il Chiaro, Venezia, Società Danti Alighieri, 1996.
- Le correnti sottopelle, Collana Mondi possibili, Milano, Rizzoli, 1997, ISBN 978-88-176-6073-0.
- La materia di Reading e altri reperti, Rizzoli, Milano, 1997; BUR, Milano, 2005.
- Le Carte. Volume I: Anni Sessanta, Rizzoli, Milano, 1999.
- Le Carte. Volume II: Anni Settanta, Rizzoli, Milano, 2000.
- Le Carte. Volume III: Anni Ottanta, Rizzoli, Milano, 2001.
- Trapianti. Dall'inglese al vicentino, Rizzoli, Milano, 2002.
- Quaggiù nella biosfera. Tre saggi sul lievito poetico delle scritture, Rizzoli, Milano, 2004
- L'apprendistato. Nuove Carte 2004-2007, Prefazione di Riccardo Chiaberge, Collana Scala italiani, Milano, Rizzoli, 2012, ISBN 978-88-170-5894-0.
- Spor. Raccontare lo sport, tra il limite e l'assoluto, con testi inediti, a cura di Francesca Caputo, Prefazione di Giancarlo Consonni, Collana Contemporanea, Milano, BUR-Rizzoli, 2022, ISBN 978-88-171-6064-3.
- Luigi Meneghello, I piccoli maestri, 8ª ed., Milano, BUR contemporanea, 2020  [1964], ISBN 978-88-17-06118-6.
- Luigi Meneghello, I piccoli maestri, 9ª ed., Milano, BUR contemporanea, 2021  [1964], ISBN 978-88-17-06118-6.
- Luigi Meneghello, I piccoli maestri, 10ª ed., Milano, BUR Contemporanea, 2022  [1964], ISBN 978-88-17-06118-6.
- Luigi Meneghello, Libera nos a malo, Rizzoli, 2020, ISBN 978-88-17-00965-2.

### Raccolte complessive
- Opere. Volume I, Introduzione di Cesare Segre, a cura di F. Caputo, Collana Classici contemporanei italiani, Milano, Rizzoli, 1993, ISBN 978-88-176-6482-0.
- Opere. Volume II, Introduzione di Pier Vincenzo Mengaldo, a cura di F. Caputo, Collana Classici contemporanei italiani, Milano, Rizzoli, 1997, ISBN 978-88-17-66483-7.
- Opere scelte, a cura di Giulio Lepschy, Francesca Caputo, Domenico Starnone, I Meridiani, Milano, Mondadori, 2006, ISBN 978-88-04-54925-3.

## Premi e riconoscimenti

### Premi letterari
- 1968 – Premio Florio per la migliore traduzione in inglese de I piccoli maestri in The Outlaws
- 1989 – Premio Bagutta per Bau-sète!, edizione Rizzoli
- 25 febbraio 2001 – Premio Chiara 2000 alla carriera[25]
- 6 luglio 2007 – Premio Feltrinelli per la narrativa dell'Accademia dei Lincei (conferito e comunicato all'autore) (1- CLXV)[26]

### Riconoscimenti
- 3 marzo 1989 – cittadinanza onoraria della città di Thiene
- 17 aprile 2002 – laurea honoris causa in Lettere a Torino
- 4 ottobre 2002 – cittadinanza onoraria della città di Vicenza
- 27 maggio 2003 – laurea honoris causa in lingue e culture straniere a Perugia
- 20 giugno 2007 – laurea honoris causa in filologia a Palermo